# No One Sleeps
No One Sleeps je německý nezávislý film z roku 2000. Mysteriózní krimithriller natočil jako svůj celovečerní hraný debut režisér Jochen Hick podle vlastního scénáře a ve vlastní produkci. Ústřední postavu východoněmeckého gay studenta Stefana Heina v něm ztvárnil tehdy začínající Tom Wlaschiha, vyšetřující inspektorku Irit Levi. Premiéru v Německu měl 28. září 2000.

## Děj
V San Franciscu se schyluje ke slavnostní premiéře opery Turandot, o níž mluví hudební milovníci po celém městě. (Z ní pochází známá árie „Nessun dorma“ – Ať nikdo nespí, jež dala jméno i filmu.) V té době sem na pozvání přijel 20letý východoněmecký student medicíny Stefan Hein (Tom Wlaschiha), aby na konferenci o AIDS představil kontroverzní teorii o původu této nemoci. Kdysi v roce 1989 tu byl na kongresu o AIDS také Stefanův již zesnulý otec a mladík se pokusí využít svého pobytu k tomu, aby ověřil otcovu teorii. Podle ní američtí vládní výzkumníci podávali vězňům ve Fort Detrick v Marylandu injekce se sérem z ovčího viru a takto stvořili HIV, jenž se však projevil až po letech. Je rozhodnutý prozkoumat zvěsti o tom, že seznam takto postižěných vězňů skutečně existuje.
Vědci i aktivisté se Heinově teorii vysmívají. Mladý gay Stefan však spojí příjemné s užitečným a obráží místní gay sex kluby, aby se něco dověděl. Přitom se zaplete s pohledným kavárenským číšníkem Jeffreym (Jim Thalman), který je HIV pozitivní a ne zcela přijímá svoji homosexualitu, a tak po Stefanovi střídavě vyjíždí nebo jej odmítá, z čehož se odvíjí bouřlivě ambivalentní sexuálně nabitý románek. Stefan tak poněkud zanedbává svou práci a nechává se vtahovat do života sanfranciských gay klubů.
A právě v téže době se zaměřuje na HIV pozitivní gaye sériový vrah, který při svých rituálních vraždách maluje rudé kříže a údajně si brouká árii z Turandot. Stefan se hned na úvod setká s chytrou a houževnatou policejní inspektorkou Louise Tolliverovou (Irit Levi), která ještě před svým odchodem do důchodu případ vyšetřuje a jejíž kolegyně mladého Heina podezřívá. Jednou z obětí je právě jeho kontakt, jehož se chystal vyslechnout kvůli otcově teorii. On sám tak nabývá podezření, jestli se vláda nesnaží těmito vraždami zamést stopy po nezdařeném experimentu, a proto policii nedůvěřuje a snaží se ještě intenzivněji pátrat na vlastní pěst. Kousek po kousku zjišťuje, že by s vraždami mohl mít něco společného i Jeffrey. Další oběť rituální vraždy zavede vyšetřovatele k neurologovi Burroughsovi (Richard Conti), který léčil také Jeffreyho.

## Postavy a obsazení
| Tom Wlaschiha | Stefan Hein, východoněmecký student       |
| Irit Levi     | Louise Tolliverová, policejní inspektorka |
| Jim Thalman   | Jeffrey Russo                             |
| Richard Conti | dr. Richard Burroughs                     |
| Kalene Parker | Maureen Finleyová, detektivka             |

## Uvedení a přijetí
Snímek No One Sleeps měl svou premiéru v německé kinodistribuci 20. září 2000.
Svou festivalovou světovou premiéru si film odbyl na Berlínském mezinárodním filmovém festivalu v sekci Panorama. Dále byl v roce 2000 uveden na losangeleském gay a lesbickém filmovém festivalu Outfest i na mezinárodním LGBTQ filmovém festivalu Frameline. V České republice byl uveden v lednu 2002 na festivalu Febiofest v Praze pod názvem Nikdo nespí.
Podle recenzenta Screen Daily Philipa Bergsona se film při své festivalové premiéře na Berlinale stal výrazným hitem a pro režiséra Hicka dle jeho názoru představoval velký pokrok. Snímek přirovnal jako něco mezi krimithrillerem Williama Friedkina Na lovu (Cruising, 1980) a snímkem Michaela Crichtona V kómatu (Coma, 1978). Harald Fricke z berlínského deníku Die Tageszeitung ocenil, že Hick díky své dokonalé znalosti prostředí se svým celovečerním filmem o AIDS nepohořel a prostředí industriálních technoparty s darkroomy a erotickými pomůckami předvedl neuvěřitelně přirozeně.